# Vladimír Fekete
Vladimír Fekete (* 7. července 1958) je bývalý slovenský fotbalista, útočník.

## Fotbalová kariéra
V československé lize hrál za Spartak Trnava. Nastoupil ve 25 ligových utkáních a dal 1 ligový gól. Do Trnavy přišel z TJ Poľnohospodár Senec.

## Ligová bilance
| Ročník                                   | Zápasy | Góly | Klub           |
| ---------------------------------------- | ------ | ---- | -------------- |
| 1. československá fotbalová liga 1976/77 | 15     | 1    | Spartak Trnava |
| 1. československá fotbalová liga 1977/78 | 10     | 0    | Spartak Trnava |
| CELKEM 1. liga                           | 25     | 1    |                |